# Margaret Sixel
Margaret Sixel (...) è una montatrice sudafricana naturalizzata australiana.

## Biografia
Nata in Sudafrica, studia montaggio all'Australian Film Television and Radio School, laureandovisi nel 1989.
Nel 1984, mentre lavora come aiuto montatrice alla miniserie televisiva australiana The Last Bastion, fa la conoscenza di uno dei registi, George Miller, diventandone una collaboratrice abituale e, più tardi, la consorte. Negli anni successivi lavora come assistente al montaggio nei film Le ombre del pavone e Inferno in Vietnam, oltre che al missaggio dei dialoghi di Flirting di John Duigan. 
Nel 1995, Sixel contribuisce creativamente allo sviluppo della trama di un altro progetto di Miller, Babe - Maialino coraggioso; il regista le attribuirà il merito di aver definito la prima versione del film "troppo episodica e priva di tensione narrativa" e d'aver suggerito alcuni spunti narrativi poi presenti nella pellicola, come i topi canterini.
Il suo primo film come montatrice è, nel 1994, un docu-drama sulla vita della santa australiana Mary MacKillop. Sarà poi montatrice di tre lungometraggi per il cinema di Miller: Babe va in città (1998), Happy Feet (2006), di cui contribuisce anche alla stesura della sceneggiatura e di quella del suo seguito, e Mad Max: Fury Road (2015).
Il montaggio di quest'ultimo comincia nel 2012. Interrogato sul perché avesse scelto proprio sua moglie per Fury Road, Miller ha notato come lei non avesse mai lavorato a un film d'azione prima, ma che, se questo fosse stato montato dal «solito team di omaccioni, sarebbe risultato simile a qualsiasi titolo che l'aveva preceduto». Per via della mole della produzione, le sequenze del film venivano girate con più di 20 macchine da presa; il risultato era una media giornaliera di 10-20 ore di riprese inviate dalle location a Sydney, dove si trovavano Sixel e il suo team di montaggio. A lavorazione terminata, ha dovuto affrontare le 470 ore di girato, che ha impiegato tre mesi solo a visionare. Nel corso dei due anni seguenti ha lavorato dieci ore al giorno e sei giorni su sette, fino a raggiungere superare al suo staff le 6000 ore passate in cabina di montaggio. La versione finale del film, lunga 120 minuti, contiene oltre 2700 stacchi, più del doppio dei 1200 del precedente capitolo della serie, Interceptor - Il guerriero della strada, che però ne durava 90. Per il suo lavoro su Fury Road, Sixel ha ricevuto l'Oscar al miglior montaggio.

### Vita privata
È sposata dal 1995 col cineasta australiano George Miller, con cui ha due figli. Ha affermato che essere sposati li aiuta anche in ambito lavorativo, in quanto: «il 98% delle volte siamo d'accordo sulle scelte da prendere, il che è importante perché, quando si è in cabine di montaggio e non si è in sintonia [...] è veramente facile andare nella direzione sbagliata».
Riguardo al suo essere montatrice, Sixel ha dichiarato che non considera il proprio sesso parte rilevante nel processo di montaggio. In un'intervista, ha dichiarato di «lavorare con un gran numero di uomini in cabina di montaggio. Semplicemente, non ci si pensa [...] Non mi sento molto "femminile" in questo campo». Ha poi puntualizzato che un quarto del suo staff è composto da donne.

## Filmografia

### Cinema
- Mary, regia di Kay Pavlou – documentario (1994)
- Babe va in città, regia di George Miller (1998)
- Blindsman's Buff, regia di Rachel Ward – cortometraggio (2000)
- The Big House, regia di Rachel Ward – cortometraggio (2001)
- Happy Feet, regia di George Miller (2006)
- Mad Max: Fury Road, regia di George Miller (2015)
- Tremila anni di attesa (Three Thousand Years of Longing), regia di George Miller (2022)
- Furiosa: A Mad Max Saga, regia di George Miller (2024)

### Televisione
- 40,000 Years of Dreaming, regia di George Miller – documentario TV (1997)

## Riconoscimenti
- Premio Oscar
  - 2016 - Miglior montaggio per Mad Max: Fury Road
- Premio BAFTA
  - 2016 - Miglior montaggio per Mad Max: Fury Road
- AACTA Award[7][8]
  - 2015 - Miglior montaggio per Mad Max: Fury Road
- American Cinema Editors
  - 2016 -  Miglior montaggio in un film drammatico per Mad Max: Fury Road
- Boston Society of Film Critics Awards
  - 2015 - Miglior montaggio per Mad Max: Fury Road
- Chicago Film Critics Association Awards
  - 2015 - Miglior montaggio per Mad Max: Fury Road
- Critics' Choice Awards
  - 2016 - Miglior montaggio per Mad Max: Fury Road
- Los Angeles Film Critics Association Awards[9]
  - 2015 - Miglior montaggio per Mad Max: Fury Road
- San Diego Film Critics Society Awards
  - 2015 - Miglior montaggio per Mad Max: Fury Road
- San Francisco Film Critics Circle[10][11]
  - 2015 -  Miglior montaggio per Mad Max: Fury Road
- Washington D.C. Area Film Critics Association Award[12][13]
  - 2015 -  Miglior montaggio per Mad Max: Fury Road